# 天王站
天王站（日语：／ Tennō eki */?）是位於秋田縣潟上市，是東日本旅客鐵道（JR東日本）的男鹿線車站，此站是無人車站，由土崎站管理。

## 車站構造
與上二田站一樣，為同時期新加的車站，因此都是採用簡易車站規格，沒有站房，只有在月台上設置候車室以完備車站功能。現時的候車房為第二代，位於出入口的左邊，同樣以鋼架及木所砌成。相比舊站房跟月台一樣，是建築在伸延的鋼架上興建，新站房改以水泥地基加強其穩固性。
候車室內設有簡易自動售票機。

### 第一代站房

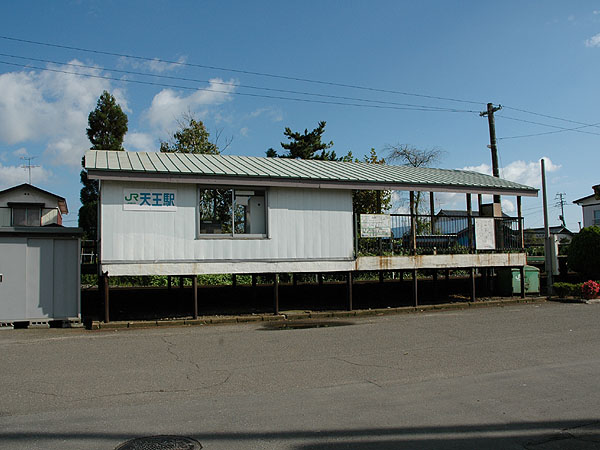
第一代候車室（2005年）

設置於出入口的右側，以木搭建而成的單層候車室，面積比現站房為大。候車室內左、右設有兩張獨立三座位的木椅子、簡易式自動售票機及垃圾筒。除了候車室外，旁邊亦設有相近面積的開放式有蓋陽台，並另設有塑膠獨立式座椅。

### 月台配置
只設有側式月台1座，以鋼架及鋼板所搭建而成，長度達160米，有效長度達7輛，但現時因列車編成不長，基本上只使用靠向秋田方向的一端。候車室外觀呈小屋形，兩側設有窗戶，內部設有兩張木製兩座位獨立座椅及一個垃圾筒。
列車不可以交換。列車到站時，往男鹿方向為左側上落、往秋田方向為右側上落。
| 路線    | 方向 | 目的地   |
| ------- | ---- | -------- |
| ■男鹿線 | 上行 | 秋田方向 |
| ■男鹿線 | 下行 | 男鹿方向 |

## 歷史
- 1956年11月26日：國鐵於南秋田郡天王村（日语：天王町）開設此站。在啟用當初已經是無人車站[2]。
- 1987年4月1日：國鐵分割民營化，車站由東日本旅客鐵道（JR東日本）營運。
- 2010年4月1日：管理站由追分站改為土崎站。
- 2016年10月：第二代候車室啟用。
- 2023年5月27日：男鹿線全線均可以使用「Suica」[3][4]。

## 車站周邊
- 秋田縣道104號男鹿昭和飯田川線（日语：秋田県道104号男鹿昭和飯田川線）
- 東湖八坂神社（日语：東湖八坂神社）
- 天王漁港
- 潟上市立東湖小學
- 東湖簡易郵局

## 相鄰車站
東日本旅客鐵道
■男鹿線
二田－天王－船越

## 注腳
1. ↑  .   [2022-03-15]. （原始内容存档于2022-03-20）.
2. ↑  “無人駅 男鹿線・天王駅”. 秋田魁新報 (秋田魁新報社): p.2 (1975年8月18日 夕刊)
3. ↑   (PDF) (新闻稿). 東日本旅客鉄道盛岡支社・秋田支社. 2022-12-12  [2022-12-12]. （原始内容 (PDF)存档于2022-12-12） （日本語）.
4. ↑   (PDF) (新闻稿). 東日本旅客鉄道. 2021-04-06  [2021-04-06]. （原始内容 (PDF)存档于2021-04-06） （日本語）.

## 外部連結
- 車站資訊（天王）：東日本旅客鐵道（日語）